# Falko Daim
Falko Daim (Bécs, 1953. február 28. –) osztrák régész.

## Élete
1971-1976 között a Bécsi Egyetemen végzett. Előbb asszisztensként dolgozott, majd 2000-től a Bécsi Egyetem professzora lett. 2003-tól Konrad Weidemannt követően a mainzi Römisch-Germanischen Zentralmuseums (RGZM) főigazgatója lett.
Kora középkori régészettel, avarokkal és a történeti klímaváltozások témáival foglalkozik.
A Német Régészeti Intézet rendes tagja, az Osztrák Tudományos Akadémia levelező tagja. 2016-tól a Magyar Tudományos Akadémia tiszteleti tagja.

## Művei
- Das Gräberfeld von Sommerein.
- Das Gräberfeld von Leobersdorf.
- 2000 Die Awaren am Rande der byzantinischen Welt, Innsbruck, 2000
- 2006 Das frühungarische Reitergrab von Gnadendorf (Niederösterreich), Mainz (tsz. Ernst Lauermann)